# Guilherme Arana
Guilherme Antonio Arana Lopes, noto semplicemente come Guilherme Arana (San Paolo, 14 aprile 1997), è un calciatore brasiliano, difensore dell'Atlético Mineiro e della nazionale brasiliana.

## Caratteristiche tecniche
È un terzino sinistro che fa della velocità e della corsa i suoi punti di forza. Molto dotato fisicamente, possiede una buona tecnica di base. Inoltre possiede un buon dribbling ed è abile nell'effettuare cross ed assist ai compagni. 
Ha dichiarato di ispirarsi al suo connazionale Roberto Carlos.

## Carriera

### Club

#### Corinthians e Atl.Paranaense
Cresciuto nelle giovanili del Corinthians, nel 2015 dopo dieci anni nelle giovanili, viene promosso in prima squadra, esordendo contro lo Sport Recife subentrando dalla panchina. Il suo primo gol tra i professionisti invece arriva il 5 settembre seguente contro il Palmeiras. Nel corso della stagione esordisce inoltre anche in Copa Libertadores, il 21 aprile 2016; nell'occasione segna anche una delle 6 reti della sua squadra.
Il 7 maggio 2015 viene ceduto in prestito all'Athl. Paranaense, con cui esordisce il 24 maggio nel match vinto 1-0 contro l'Atlético Mineiro. La sua esperienza in maglia rossonera però dura soltanto un mese in quanto il 26 giugno rientra al Corinthians.

#### Siviglia
Il 7 dicembre 2017 viene acquistato a titolo definitivo dal Siviglia per 11 milioni di euro, firmando un contratto della durata di quattro anni e mezzo, scegliendo di indossare la maglia numero 8. Debutta nella Liga spagnola il 28 febbraio 2018 giocando da titolare nella partita giocata in trasferta contro il Malaga. Il 26 luglio 2018 esordisce in UEFA Europa League (e, quindi, anche nelle competizioni UEFA per club) nella partita dei turni preliminari contro gli ungheresi dell'Újpest. Il mese successivo, sigla il suo primo gol in questa competizione contro i lituani dello Žalgiris, sempre nei turni preliminari.
Con la società andalusa ha raccolto in un anno e mezzo 25 presenze segnando 2 reti.

#### Prestiti all'Atalanta e all'Atletico Mineiro
Il 28 agosto 2019 si trasferisce in prestito con diritto di riscatto all'Atalanta. L'esordio con i bergamaschi arriva il 2 settembre seguente, quando subentra dalla panchina nella partita casalinga persa per 3-2 contro il Torino. Tuttavia trova poco spazio giocando altre 3 gare, col prestito che viene rescisso a gennaio e il Siviglia lo cede nuovamente a titolo temporaneo, questa volta all'Atlético Mineiro.

### Nazionale
Con l'Under-20 brasiliana ha preso parte al Campionato sudamericano Under-20 2017, collezionando 8 presenze e 2 reti.
Nel settembre 2019 viene convocato dall'Under-23 brasiliana.
Esordisce in nazionale maggiore il 7 ottobre 2021 nel successo per 1-3 in casa del Venezuela.

## Statistiche

### Presenze e reti nei club
Statistiche aggiornate al 10 novembre 2019.
| Stagione                | Squadra                 | Campionato              | Campionato | Campionato | Coppe nazionali | Coppe nazionali | Coppe nazionali | Coppe continentali | Coppe continentali | Coppe continentali | Altre coppe | Altre coppe | Altre coppe | Totale | Totale |
| Stagione                | Squadra                 | Comp                    | Pres       | Reti       | Comp            | Pres            | Reti            | Comp               | Pres               | Reti               | Comp        | Pres        | Reti        | Pres   | Reti   |
| ----------------------- | ----------------------- | ----------------------- | ---------- | ---------- | --------------- | --------------- | --------------- | ------------------ | ------------------ | ------------------ | ----------- | ----------- | ----------- | ------ | ------ |
| mag.-giu. 2015          | Athl. Paranaense        | A                       | 3          | 0          | CB              | 0               | 0               | -                  | -                  | -                  | -           | -           | -           | 3      | 0      |
| 2015                    | Corinthians             | A                       | 12         | 1          | CB              | 0               | 0               | -                  | -                  | -                  | -           | -           | -           | 12     | 1      |
| 2016                    | Corinthians             | A+PAU                   | 10+6       | 0          | CB              | 2               | 0               | CL                 | 1                  | 1                  | -           | -           | -           | 19     | 1      |
| 2017                    | Corinthians             | A+PAU                   | 32+14      | 2+0        | CB              | 5               | 0               | CS                 | 3                  | 0                  | -           | -           | -           | 54     | 2      |
| Totale Corinthians      | Totale Corinthians      | Totale Corinthians      | 74         | 3          |                 | 7               | 0               |                    | 4                  | 1                  |             | -           | -           | 85     | 4      |
| gen.-giu. 2018          | Siviglia                | PD                      | 3          | 0          | CR              | 0               | 0               | UCL                | 0                  | 0                  | -           | -           | -           | 3      | 0      |
| 2018-2019               | Siviglia                | PD                      | 9          | 0          | CR              | 4               | 1               | UEL                | 9                  | 2                  | SS          | 0           | 0           | 22     | 3      |
| Totale Siviglia         | Totale Siviglia         | Totale Siviglia         | 12         | 0          |                 | 4               | 1               |                    | 9                  | 2                  |             | 0           | 0           | 25     | 3      |
| 2019-gen.2020           | Atalanta                | A                       | 4          | 0          | CI              | 0               | 0               | UCL                | 0                  | 0                  | -           | -           | -           | 4      | 0      |
| 2020                    | Atlético Mineiro        | M1/MG+A                 | 8+36       | 2+4        | CdB             | 1               | 0               | CS                 | 2                  | 0                  | -           | -           | -           | 47     | 6      |
| 2021                    | Atlético Mineiro        | M1/MG+A                 | 7+13       | 2+0        | CdB             | 2               | 0               | CL                 | 8                  | 1                  | -           | -           | -           | 30     | 3      |
| Totale Atletico Mineiro | Totale Atletico Mineiro | Totale Atletico Mineiro | 15+49      | 4+4        |                 | 3               | 0               |                    | 10                 | 1                  |             | -           | -           | 77     | 9      |
| Totale carriera         | Totale carriera         | Totale carriera         | 157        | 11         |                 | 14              | 1               |                    | 23                 | 4                  |             | 0           | 0           | 194    | 16     |

### Cronologia presenze e reti in nazionale
| Cronologia completa delle presenze e delle reti in nazionale ― Brasile | Cronologia completa delle presenze e delle reti in nazionale ― Brasile | Cronologia completa delle presenze e delle reti in nazionale ― Brasile | Cronologia completa delle presenze e delle reti in nazionale ― Brasile | Cronologia completa delle presenze e delle reti in nazionale ― Brasile | Cronologia completa delle presenze e delle reti in nazionale ― Brasile | Cronologia completa delle presenze e delle reti in nazionale ― Brasile | Cronologia completa delle presenze e delle reti in nazionale ― Brasile |
| Data                                                                   | Città                                                                  | In casa                                                                | Risultato                                                              | Ospiti                                                                 | Competizione                                                           | Reti                                                                   | Note                                                                   |
| ---------------------------------------------------------------------- | ---------------------------------------------------------------------- | ---------------------------------------------------------------------- | ---------------------------------------------------------------------- | ---------------------------------------------------------------------- | ---------------------------------------------------------------------- | ---------------------------------------------------------------------- | ---------------------------------------------------------------------- |
| 7-10-2021                                                              | Caracas                                                                | Venezuela                                                              | 1 – 3                                                                  | Brasile                                                                | Qual. Mondiali 2022                                                    | -                                                                      | 90+1’                                                                  |
| 24-3-2022                                                              | Rio de Janeiro                                                         | Brasile                                                                | 4 – 0                                                                  | Cile                                                                   | Qual. Mondiali 2022                                                    | -                                                                      |                                                                        |
| 29-3-2022                                                              | La Paz                                                                 | Bolivia                                                                | 0 – 4                                                                  | Brasile                                                                | Qual. Mondiali 2022                                                    | -                                                                      | 54’                                                                    |
| 6-6-2022                                                               | Tokyo                                                                  | Giappone                                                               | 0 – 1                                                                  | Brasile                                                                | Amichevole                                                             | -                                                                      |                                                                        |
| 12-10-2023                                                             | Cuiabá                                                                 | Brasile                                                                | 1 – 1                                                                  | Venezuela                                                              | Qual. Mondiali 2026                                                    | -                                                                      |                                                                        |
| 17-10-2023                                                             | Montevideo                                                             | Uruguay                                                                | 2 – 0                                                                  | Brasile                                                                | Qual. Mondiali 2026                                                    | -                                                                      | 73’                                                                    |
| 8-6-2024                                                               | College Station                                                        | Messico                                                                | 2 – 3                                                                  | Brasile                                                                | Amichevole                                                             | -                                                                      |                                                                        |
| 24-6-2024                                                              | Inglewood                                                              | Brasile                                                                | 0 – 0                                                                  | Costa Rica                                                             | Coppa America 2024 - 1º turno                                          | -                                                                      |                                                                        |
| 6-7-2024                                                               | Paradise                                                               | Uruguay                                                                | 0 – 0 (4 – 2 dtr)                                                      | Brasile                                                                | Coppa America 2024 - Quarti di finale                                  | -                                                                      |                                                                        |
| 6-9-2024                                                               | Curitiba                                                               | Brasile                                                                | 1 – 0                                                                  | Ecuador                                                                | Qual. Mondiali 2026                                                    | -                                                                      | 74’                                                                    |
| 10-9-2024                                                              | Asunción                                                               | Paraguay                                                               | 1 – 0                                                                  | Brasile                                                                | Qual. Mondiali 2026                                                    | -                                                                      | 86’                                                                    |
| 20-3-2025                                                              | Brasilia                                                               | Brasile                                                                | 2 – 1                                                                  | Colombia                                                               | Qual. Mondiali 2026                                                    | -                                                                      |                                                                        |
| 25-3-2025                                                              | Buenos Aires                                                           | Argentina                                                              | 4 – 1                                                                  | Brasile                                                                | Qual. Mondiali 2026                                                    | -                                                                      |                                                                        |
| Totale                                                                 |                                                                        | Presenze                                                               | 13                                                                     |                                                                        | Reti                                                                   | 0                                                                      |                                                                        |

## Palmarès

### Club

#### Competizioni statali
- Campionato paulista: 1

Corinthians: 2017
- Campionato mineiro: 6

Atlético Mineiro: 2020, 2021, 2022, 2023, 2024, 2025

#### Competizioni nazionali
- Campionato brasiliano: 3

Corinthians: 2015, 2017
Atletico Mineiro: 2021
- Coppa del Brasile: 1

Atlético Mineiro: 2021
- Supercoppa del Brasile: 1

Atlético Mineiro: 2022

### Nazionale
- Oro olimpico: 1

Tokyo 2020